# François Joseph van Lilaar
François Joseph van Lilaar, né le 15 avril 1737 à Amersfoort et mort dans cette ville le 8 novembre 1820, est un homme politique néerlandais.

## Biographie
Ce marchand catholique d'Amersfoort, près d'Utrecht, n'a joué aucun rôle politique avant la Révolution batave de 1795. En effet, les fonctions politiques étaient jusqu'à cette date réservées aux seuls protestants. Toutefois, lorsque la République batave est mise en place à partir de janvier 1795, il est immédiatement élu bourgmestre de la ville. 
En janvier 1796, il est élu député de Montfoort à la première assemblée nationale batave. En 1798, il est élu à la présidence de la municipalité d'Amersfoort, reprenant le nom de bourgmestre en 1808. Le 9 février 1811, après l'annexion de la Hollande à la France, Napoléon Ier le nomme au Corps législatif pour représenter le département du Zuiderzée.
Il y reste jusqu'à sa dissolution le 4 juin 1814, retourne aux Pays-Bas et est élu aux États provinciaux d'Utrecht le 19 septembre 1814.